# Frigang (fængsel)
 For alternative betydninger, se Frigang. (Se også artikler, som begynder med Frigang)
Frigang er en udgang fra et fængsel eller et arresthus. En frigang er en daglig udgang til et arbejde eller en uddannelse som den indsatte ikke kan gennemføre i fængslet.
Afsonere i de danske fængsler og arresthuse, har mulig for at gå frigang i den sidste del af afsoningstiden.
For at få lov til at gå frigangen skal:
- Frigangen skal være formålstjenestelig
- Der må ikke være Misbrugsrisiko
- Hensynet til retshåndhævelsen må ikke tale imod frigang

Yderligere betingelser for at gå frigang er:
1. Den indsatte skal udstå fængselsstraf i 5 måneder eller mere.
2. 1/3 af straffen skal være afsonet og den indsatte skal opfylde betingelserne for at få udgang fra fængslet.

| Forvaltning | Spire Denne artikel om forvaltning er en spire som bør udbygges. Du er velkommen til at hjælpe Wikipedia ved at udvide den. |